# Burg Landek

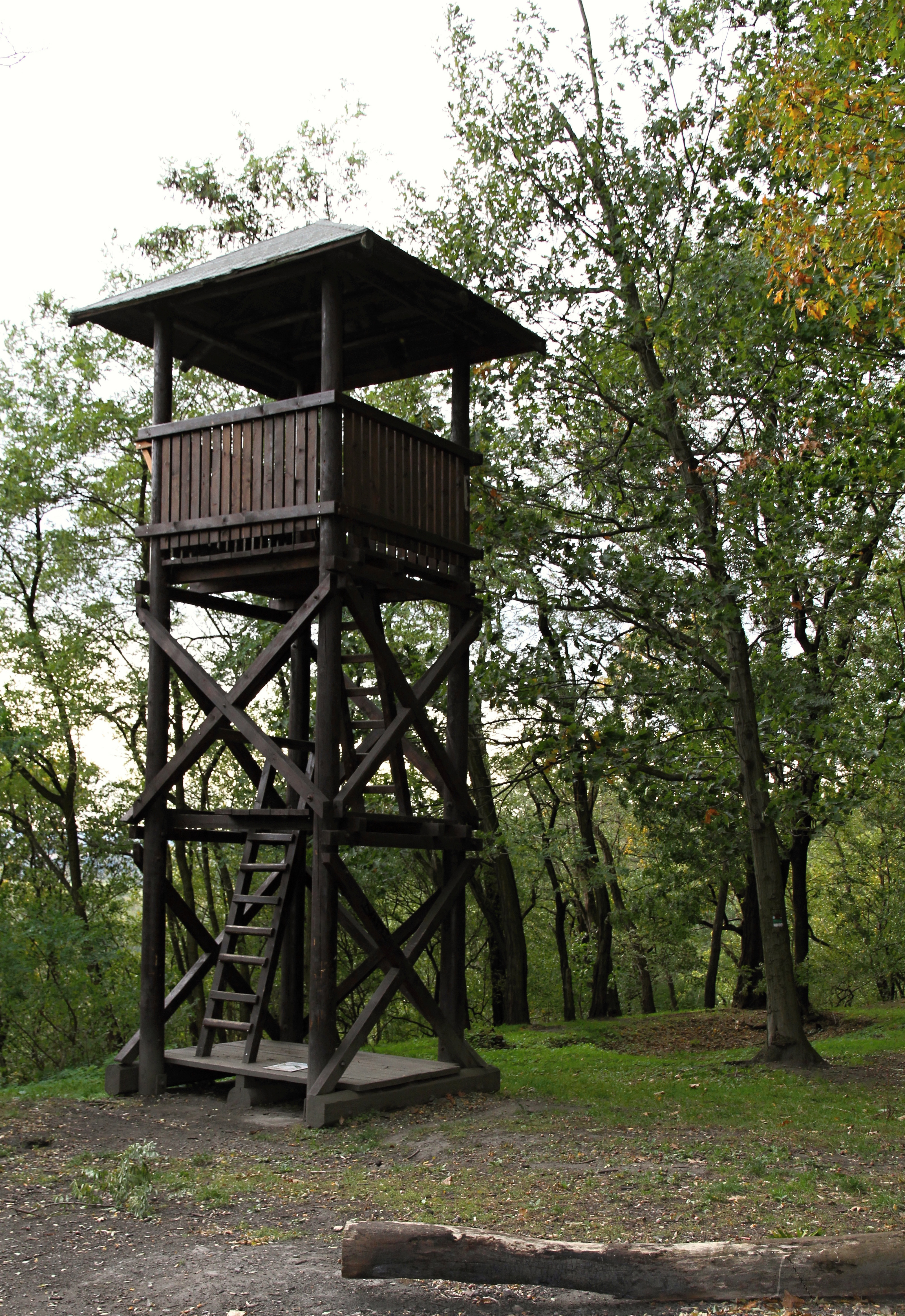
Aussichtsturm auf dem Landek

Die Burg Landek (tschechisch Hrad Landek) befand sich auf dem langgestreckten Hügel Landek bei Ostrava (Ostrau) in Mähren. Sie lag oberhalb der Mündung der Ostravice (deutsch Ostrawitz) in die Oder, im jetzigen Ostrauer Stadtteil Koblov (Koblau). Heute gehört das Gebiet zur Mährisch-Schlesischen Region in Tschechien. Historisch gehörte die Burg zum Troppauer Land bzw. ab 1318 zum Herzogtum Troppau.

## Geschichte
Auf dem Landek befand sich um die Wende vom 8. zum 9. Jahrhundert eine slawische Burgstätte der Golensizen. An deren Stelle errichtete um die Mitte des 13. Jahrhunderts der Markgraf von Mähren und ab 1253 böhmische König Ottokar II. Přemysl die Burg Landek. Von ihr aus sollte – als Gegenpol zur polnischen Burg Ostravia – die Grenze zum unmittelbar benachbarten piastischen Herzogtum Teschen überwacht werden. Die Burg diente zugleich als Sitz eines Kastellans, der sie durch den Landesherren zusammen mit Grundbesitz als Lehen erhalten hatte. Der erste nachweisliche Besitzer der Burg und Herrschaft Landek, zu der auch die Stadt Hultschin gehörte, war im Jahre 1303 Siegfrid von Baruth.
Zusammen mit dem Troppauer Land übertrug König Ottokar II. die Burg Landek im Jahre 1269 seinem illegitimen Sohn, Herzog Nikolaus I., dem 1318 dessen gleichnamiger Sohn Nikolaus II. folgte. Er war 1337 durch Heirat an das bis dahin piastische Herzogtum Ratibor gelangt, das danach als Herzogtum Troppau-Ratibor bezeichnet wurde. Nikolaus II. überschrieb 1359 seiner dritten Frau, Jutta von Falkenberg († nach 1378), 4000 Mark auf der Burg Landek sowie die Stadt Leobschütz als Leibgedinge.
Erstmals urkundlich erwähnt wurde die Burg im Grenzvertrag zwischen dem Olmützer Bischof Theoderich von Neuhaus und Herzog Mesko I. von Teschen vom 2. August 1297. Nachdem das Herzogtum Teschen 1348 unter die Lehnshoheit der Krone Böhmen getreten war, verlor die Burg Landek ihre Bedeutung als Grenzburg.
Bei der Teilung des Herzogtums Troppau 1377 erhielten Wenzel I. und dessen jüngerer Bruder Přemysl I. den südöstlichen Teil des Herzogtums Troppau mit den Städten Troppau und Leobschütz sowie die Burgen Landek und Grätz. Nach Wenzels Tod 1381 erbte Přemysl I. dessen Anteil. Jedoch musste er wegen Schulden, die sein Vater hinterlassen hatte, die Burg Landek dem Oelser Herzog Konrad II. verpfänden. Im Jahre 1474 wurde die Burg Landek im ungarisch-böhmischen Krieg von Truppen des ungarischen Königs Matthias Corvinus erobert und schwer beschädigt. In Folge der Zerstörungen wurde der Herrschaftssitz auf das Schloss Hultschin verlegt.
Im Jahre 1492 verpfändete der böhmische König Ladislaus Jagiello die Burg zusammen mit der Herrschaft Hultschin und dem Rittergut Petrzkowitz an den Teschener Herzog Kasimir II. Nachdem die Burgruine wiederholt zum Schlupfwinkel von Räuberbanden geworden war, ließ der Troppauer Herzog Sigismund zu Beginn des 16. Jahrhunderts die Burg stürmen, die Räuber hinrichten und die Mauern schleifen. Barbara Herzogin von Troppau und Ratibor und Georg von Schellenberg, Herzog von Jägerndorf und auf Leobschütz verzichteten am 15. Februar 1506 zugunsten der Brüder Johann, Nikolaus und Valentin von Ratibor auf die Oberhoheit über die Burg Landek mit den Städten Hultschin und Kranowitz. Die wüste Burg gelangte 1517 an Bernhard von Zwole.
Bis in die 1840er Jahre waren Teile der Ringmauern und der doppelten Wälle erhalten. Die Steine wurden danach von Bauern aus Koblau und Schillersdorf als Baumaterial abgebrochen und damit die Koblauer Erbrichterei sowie Bauernhäuser errichtet, so dass heute nur noch wenige Mauerreste und verfallene Wallgräben erhalten sind.
Zwischen 1820 und 1830 erfolgten Grabungen in dem Burgstall; einige der dabei gefundenen Waffen stellte Hubert Stücker von Weyershof im Schloss Schillersdorf aus.